# Wolfgang Bock (Kulturwissenschaftler)
Wolfgang Fritz Bock (* 6. Juni 1957 in Lüneburg) ist ein deutscher Kulturwissenschaftler.

## Leben
Bock besuchte das Johanneum Lüneburg und studierte nach dem Abitur Naturwissenschaften, Pädagogik, Psychologie, Philosophie und Literatur an der Universität Bremen. Er war Wissenschaftlicher Mitarbeiter am Institut für Sozialpolitik und Institut für Kulturforschung und Bildung. 1993 promovierte er über Astrologie und Aufklärung und wurde 1996 mit Die Rettung der Nacht: Sterne, Melancholie und Messianismus bei Walter Benjamin in Kulturwissenschaften habilitiert.
Von 2001 bis 2007 war er Hochschuldozent für Theorie und Geschichte der Visuellen Kommunikation an der Fakultät Gestaltung der Bauhaus-Universität Weimar. 2007 übernahm er eine DAAD-Gastprofessur an der Staatlichen Universität von Rio de Janeiro, Brasilien, seit 2011 ist er dort ordentlicher Professor für deutsche Literatur. Im Sommer 2017 war er Gastprofessor an der Muthesius Kunsthochschule in Kiel. Im Februar 2019 unterrichtete er als Visiting Professor an der juristischen Fakultät der Universität Göteborg, Schweden.
Wolfgang Bock war u. a. von 2003 bis 2013 Mitherausgeber der Zeitschrift für kritische Theorie. Er forscht und publiziert über Ästhetik, Postmoderne, Bildungstheorie und Neue Medien.

## Veröffentlichungen
- Astrologie und Aufklärung: über modernen Aberglauben. Diss. Univ. Bremen 1993, ISBN 978-3-476-45066-1.
- Walter Benjamin – die Rettung der Nacht: Sterne, Melancholie und Messianismus. Habil. Univ. Bremen 1996, Aisthesis, Bielefeld 2000, ISBN 978-3-89528-260-7
- Bild – Schrift – Cyberspace; Teil 1: Grundkurs Medienwissen. Aisthesis, Bielefeld 2002, ISBN 978-3-89528-349-9
- Bild – Schrift – Cyberspace; Teil 2: Medienpassagen: der Film im Übergang in eine neue Medienkonstallation. Aisthesis, Bielefeld 2006, ISBN 978-3-89528-577-6
- Vom Blickwispern der Dinge: Sprache, Erinnerung und Ästhetik bei Walter Benjamin. Vorlesungen in Rio de Janeiro 2007, Königshausen & Neumann, Würzburg 2010, ISBN 978-3-8260-4179-2
- Die Erwartung der Kunstwerke: ästhetische Modelle bei Walter Benjamin, Theodor W. Adorno und Georges Bataille. Vorlesungen an der Universität von Ouro Preto 2008, Königshausen & Neumann, Würzburg 2013, ISBN 978-3-8260-5151-7
- Dialektische Psychologie: Adornos Rezeption der Psychoanalyse. Springer VS, Wiesbaden 2018, ISBN 978-3-658-15324-3
- Gewaltkritik. Politik, Populismus und Parlamentarismus bei Walter Benjamin, Carl Schmitt, George Sorel und Giorgio Agamben, Würzburg: Königshausen & Neumann 2021, ISBN 978-3-8260-7291-8
- Kunst und Angst. Søren Kierkegaard und der Film The Square. Ein Essay zum Verhältnis von Moderne, Melancholie und Gewalt. Mit einem Anhang über Walter Benjamin als Leser Søren Kierkegaards, Würzburg: Königshausen & Neumann 2021, ISBN 978-3-8260-7415-8